# Anitta
Larissa de Macedo Machado, mais conhecida como Anitta (Rio de Janeiro, 30 de março de 1993), é uma cantora, compositora, atriz e empresária brasileira. Uma das artistas mais proeminentes do Brasil, tornou-se conhecida por seu estilo versátil e por misturar gêneros como pop, funk brasileiro, reggaeton e música eletrônica. Já recebeu ao longo da carreira oito MTV Europe Music Awards, quatro Latin American Music Awards, três MTV Video Music Award de Melhor Artista Latino do Ano e um Prêmio da Música Brasileira, e duas indicações ao Grammy Awards e dez ao Grammy Latino, além de ser a artista feminina brasileira com mais entradas na Billboard Hot 100. É comumente conhecida como a "Rainha do pop brasileiro".
Ela começou a cantar aos sete anos de idade em um coral de uma igreja católica no bairro de Honório Gurgel, no Rio de Janeiro; na mesma época ela fez aulas de dança de salão e chegou a dar aulas como professora de dança, e até hoje se aproveita de sua habilidade como dançarina em seus shows e videoclipes, embora tenha trocado a dança de salão pelo stiletto, a dança do salto alto, chegando a ter a música "Bang" no game Just Dance 2017. Aos 16 anos, cursou administração em uma escola técnica e foi chamada para estagiar na mineradora Vale. Segundo a cantora, as aulas de marketing que teve durante o curso de administração lhes são úteis até hoje, e se sente elogiada quando a chamam de um "caso de marketing", pois ela mesma é quem planeja e executa seu próprio marketing.
Em 2010, após postar um vídeo no YouTube, Renato Azevedo, o então produtor da gravadora independente Furacão 2000, a chamou para assinar contrato com o selo. Devido ao sucesso da canção "Meiga e Abusada" em 2012, assinou um contrato com a gravadora Warner Music Brasil no ano seguinte. Com a música "Show das Poderosas", conseguiu a segunda colocação na parada de singles brasileira Hot 100 Airplay, da Billboard Brasil. Seu primeiro álbum de estúdio autointitulado foi lançado em julho do mesmo ano e foi indicado ao Grammy Latino. Ritmo Perfeito, seu segundo álbum de estúdio, foi lançado em 4 de junho de 2014. No mesmo dia foi lançado o primeiro álbum ao vivo, Meu Lugar, que estreou em primeiro lugar no iTunes Brasil, permanecendo no topo por uma semana. Em 2015, lançou seu terceiro álbum, intitulado Bang!, que foi certificado com disco de platina e gerou quatro singles. Em 2013, Anitta foi a cantora que se manteve por mais tempo no topo do iTunes Brasil, sendo eleita a "Artista do Ano" pela empresa. A artista também foi eleita pela Associação Paulista de Críticos de Arte (APCA) como a "Revelação do Ano" na música. Em 2015, ela ganhou o prêmio MTV EMA Worldwide Act Latin America, sendo a primeira artista brasileira a vencer a premiação.
Em 2020, lançou a canção "Me Gusta" com a cantora norte-americana Cardi B e Mike Towers, primeiro single de seu quinto álbum de estúdio, Versions of Me (2022). Em março de 2022, Anitta tornou-se a primeira mulher latina-americana a ocupar o 1.º lugar no ranking global da plataforma digital de música Spotify com o hit "Envolver". Ainda no mesmo ano, consagrou-se como a primeira artista brasileira a ganhar o MTV Video Music Award, e mais duas vitórias em anos consecutivos, e o American Music Awards. Obtendo diversas certificações internacionais por vendas e várias nomeações e vitórias em diversas premiações ao redor do mundo, Anitta recebeu pela primeira vez uma indicação ao prêmio Grammy (2023) na categoria Artista Revelação, conquistou duas entradas no livro dos recordes Guinness World Records em um mesmo ano e entrou na lista "30 Under 30" de 2023 da revista Forbes. Recebeu sua segunda indicação ao Grammy (2025) para Melhor Álbum Pop Latino por Funk Generation.

## Primeiros anos
Anitta nasceu em Honório Gurgel, no Rio de Janeiro, Brasil, em 30 de março de 1993. Ela é a filha mais nova da artesã paraibana Miriam Macedo com o vendedor mineiro Mauro Machado. Seu irmão, Renan Machado, trabalha como seu produtor artístico. Seu pai divorciou-se de sua mãe Miriam quando Anitta ainda era pequena. Começou a carreira aos 8 anos de idade cantando no coral da Igreja Santa Luzia, no bairro Honório Gurgel, no Rio de Janeiro, por intervenção de seus avós maternos. Desde essa época, já "queria ser artista, rica e famosa". Ela era considerada por sua mãe uma aluna estudiosa e que "sua nota tinha que ser a maior da turma". Aos 11 anos de idade, seu pai, que ajudava nas despesas da casa, acabou vendo sua empresa ir à falência; com isso, ele não pôde mais colaborar com os custos dos estudos particulares de Anitta. Deste modo, ela migrou para a Escola Municipal Itália e, com a mesada, decidiu fazer um curso de inglês, ganhando, posteriormente, aulas de dança de salão oferecidas pelo professor de sua mãe.
Aos 16 anos, ela concluiu o Ensino Médio Técnico em administração no Instituto Superior de Educação do Rio de Janeiro (ISERJ/FAETEC). Um ano depois, começou a fazer estágio de administração na mineradora Vale do Rio Doce. Para comprar roupas para usar no trabalho, ela arrumou um serviço temporário em uma loja de vestuário. Para seguir a carreira de cantora, decidiu sair do emprego na Vale. O nome artístico "Anitta" foi uma inspiração na minissérie Presença de Anita, da TV Globo. Ela achava a personagem Anita "incrível" pois conseguia "ser sexy sem ser vulgar, menina e mulher ao mesmo tempo". Em 2009, ela começou a publicar vídeos em seu canal no YouTube onde exibia suas músicas e danças.

## Carreira

### 2010–2013: Início eAnitta

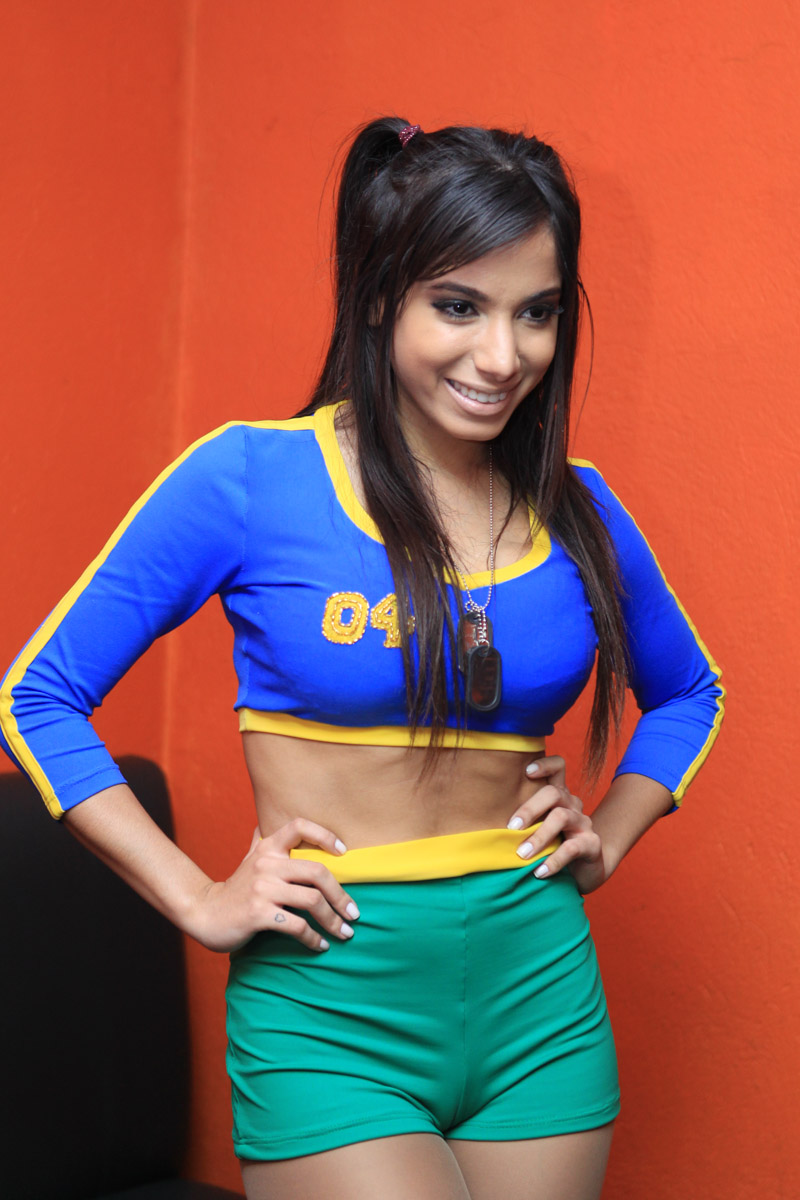
Anitta em 2013.

Em 2010, Anitta foi convidada pelo então produtor da gravadora independente Furacão 2000, Renato Azevedo (conhecido como "Batutinha"), para realizar alguns testes após ele ter visto um de seus vídeos. Após ser aprovada, ela assinou com a Furacão 2000. Em entrevista, o produtor disse que se impressionou com sua voz e desempenho no palco, no estilo stiletto, que consiste na dança com salto alto. Com a ajuda do produtor Batutinha, ela decidiu colocar mais um "t" no nome. No final daquele ano, a cantora lançou sua primeira canção nas rádios do Rio de Janeiro, o single promocional "Eu Vou Ficar", que acabou entrando no DVD Armagedom lançado pela Furacão. Um ano depois, a música "Fica Só Olhando" foi apresentada na segunda versão do DVD.
Sua primeira aparição em um programa de TV foi no Domingão do Faustão, da TV Globo, em um quadro que era exibido apenas pela internet. No entanto, sua primeira vez na televisão de fato foi em 16 de maio de 2012 no Cante se Puder, do SBT, onde ela cantou a música "Exttravasa", de Claudia Leitte, num copo de cerveja. Em junho de 2012, a empresária Kamilla Fialho, vendo uma apresentação de Anitta no palco, resolveu tornar-se sua empresária, pagando uma multa de duzentos e vinte e seis mil reais que a gravadora exigia para liberar a cantora. Sem gravadora, Kamilla pagou quarenta mil reais para gravar o clipe de "Meiga e Abusada".
Em janeiro de 2013, o sucesso de "Meiga e Abusada" no Rio de Janeiro, que entrou no top dez das músicas pedidas das rádios brasileiras, rendeu-lhe um contrato com a gravadora Warner Music. Em maio do mesmo ano, a canção foi incluída na trilha sonora da telenovela Amor à Vida da TV Globo. O videoclipe da canção foi gravado em Las Vegas, Estados Unidos, e dirigido pelo norte-americano Blake Farber. Naquele ano foram lançados dois EPs. No início de 2013, a cantora popularizou a coreografia "quadradinho" nos grupos de funk. Apesar de ela dizer tê-la criado, contesta-se tal afirmação, uma vez que a origem da coreografia é, muitas vezes, atribuída à artista americana Beyoncé. O videoclipe da canção de trabalho "Show das Poderosas" teve grande repercussão na mídia no mês de maio, tornando-se o vídeo mais visto no YouTube Brasil e ultrapassando 10 milhões de visualizações naquele mês. Além disso, contribuiu para que a música permanecesse por semanas no topo das mais vendidas na loja digital iTunes Brasil, e ainda se tornando a terceira canção mais executada nas rádios do País no ano de 2013. O primeiro álbum de estúdio, intitulado Anitta, foi lançado em 6 de junho, junto com a Turnê Show das Poderosas. Mesmo com contrato com a gravadora Warner Music, a sua antiga gravadora lançou o EP homônimo à cantora, em agosto, com quatro faixas também contidas no álbum de estreia da cantora. Nessa época, o cachê da cantora foi avaliado em 60 mil reais por apresentação.

### 2014–2016:Ritmo Perfeito,Meu LugareBang!

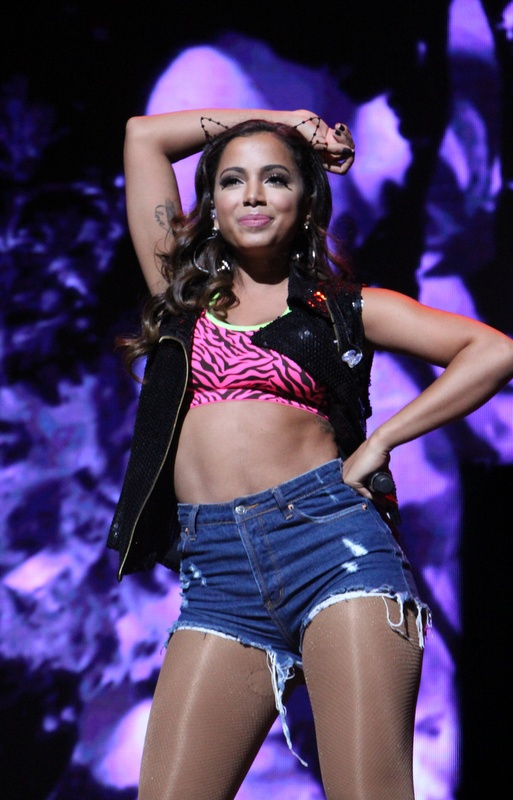
Anitta durante um show em fevereiro de 2015.

Os ingressos para seu primeiro DVD começaram a ser vendidos em novembro de 2013. Em 2014, Anitta fundou a empresa Rodamoinho e começou a gerenciar a sua própria carreira, sendo elogiada na área de marketing e gestão de negócios. A apresentação do seu primeiro DVD ocorreu no HSBC Arena em 15 de fevereiro de 2014 e contou com cerca de dez mil pessoas. A canção "Blá Blá Blá" foi lançada como carro-chefe do álbum em 23 de março de 2014. Sob a direção do ator e diretor Raoni Carneiro, o álbum chegou a ser intitulado de Fantástico Mundo de Anitta, mas acabou sendo renomeado para Meu Lugar com a divulgação da canção "Quem Sabe" no iTunes Store. O DVD teve seu lançamento no dia 4 de junho e foi lançado juntamente com o seu segundo álbum de estúdio, Ritmo Perfeito, que teve sua arte da capa divulgada em maio. Na mesma época fez sua estreia como atriz no filme Copa de Elite, interpretando a repórter Helena Boccato.
A parceria com o cantor Projota lhe rendeu a música "Cobertor", que está presente no álbum de estúdio Ritmo Perfeito. O rapper também fez participação no DVD ao vivo, Meu Lugar, e, no dia 24 de maio de 2014, foi lançado o clipe para a música, que rapidamente começou a subir nas paradas ocupando a posição de número 43 no Hot 100 da Billboard Brasil, canção esta que foi lançada como segundo single. Em 14 de junho, Anitta estreia a Turnê Meu Lugar em São Paulo. No dia 29 de julho, Anitta oficializou a música "Na Batida" como terceiro single para o divulgar o álbum. Quando o clipe da canção foi lançado no YouTube, atingiu 1 milhão de visualizações em pouco mais de 24 horas. A música chegou a ficar em quarto lugar nas paradas musicais brasileiras. Na mesma época foi citada como "rainha do pop brasileiro" pela revista francesa Paris Match. Em 18 de novembro de 2014, a cantora lançou a canção "Ritmo Perfeito" como a nova música de trabalho — o terceiro single do álbum. Em 21 de dezembro estreou como a deusa Solaris no filme televisivo Didi e o Segredo dos Anjos. Em 26 de fevereiro de 2015, lançou o quinto e último single do álbum Ritmo Perfeito, "No Meu Talento", sendo uma versão diferente do álbum, trazendo os vocais adicionais de MC Guimê, encerrando a divulgação do trabalho.

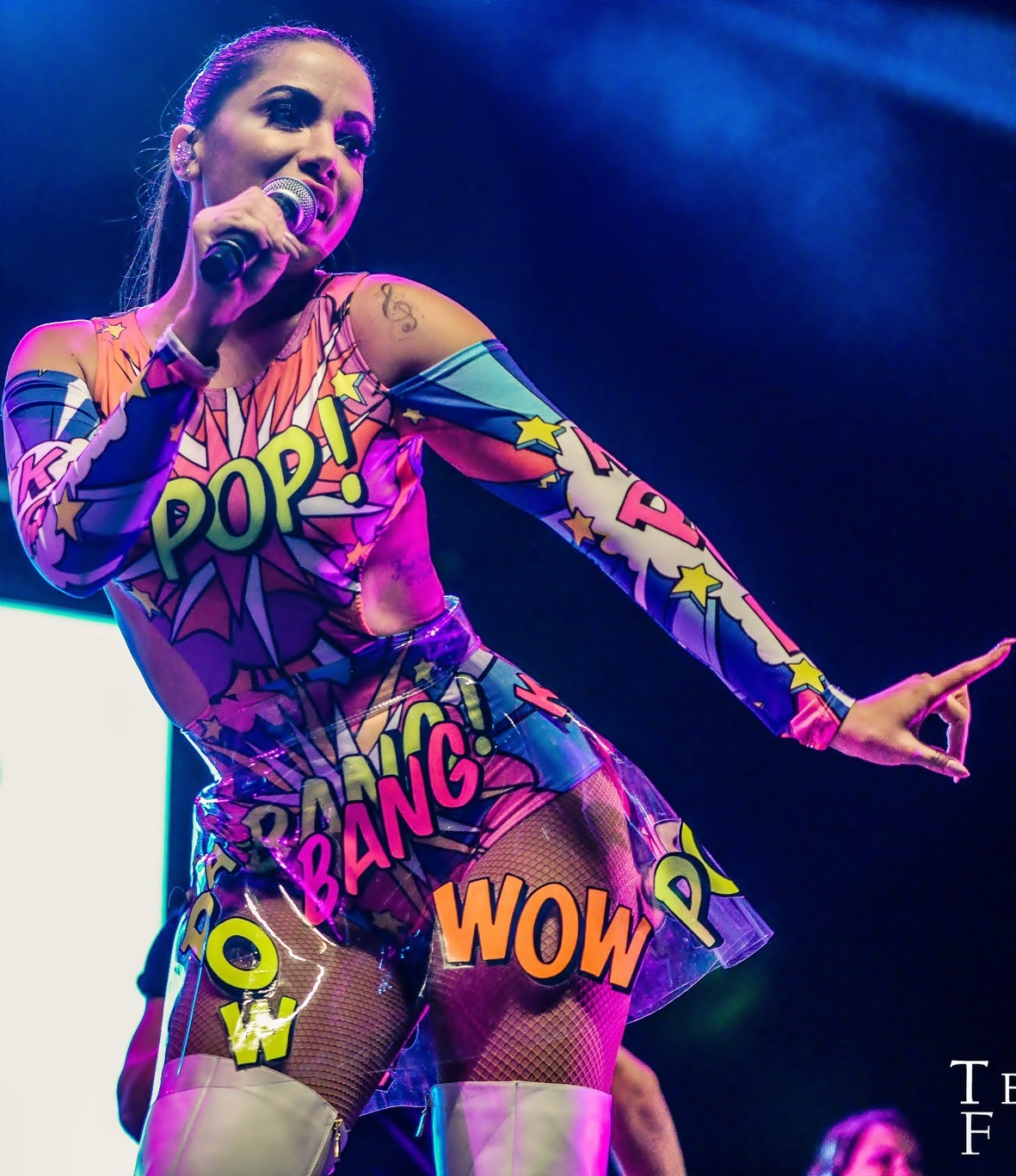
Anitta apresentando o álbum Bang! no Citibank Hall, em 2016.

Em 15 de junho, foi anunciado o título do primeiro single do terceiro álbum de estúdio de Anitta, "Deixa Ele Sofrer", que foi lançado em 16 de julho. A música fez Anitta ser a primeira cantora brasileira a ocupar o topo do Spotify Brasil. O novo disco de Anitta foi eleito pela Billboard Brasil como um dos mais esperados do ano. A cantora deu ao seu terceiro disco de estúdio o título de Bang!, cuja capa é assinada pelo designer Giovanni Bianco. O álbum foi lançado em outubro e foi certificado com disco de ouro. As canções "Deixa Ele Sofrer", "Bang", "Essa Mina é Louca" e "Cravo e Canela" foram lançadas como singles para promover o álbum. O álbum debutou na terceira posição na parada de álbuns da ABPD Top Álbuns e vendeu 300 mil cópias. Bang! recebeu críticas positivas dos críticos de música. Luís Lima, da revista Veja, disse em reportagem que "Bang! é sonoramente mais ousado e experimental que os dois anteriores - Anitta (2013) e Ritmo Perfeito (2014). Mas os três guardam uma característica em comum: a maioria das letras aborda temas relacionados ao amor e ao empoderamento feminino." Rodrigo Ortega e Braulio Lorentz, do portal G1, disseram que "no geral, Bang! mira com precisão no pop, embora erre o alvo tantas vezes. Quando acerta, aí é para matar."
Em outubro de 2015, a artista ganhou o EMA Worldwide Act Latin America, sendo a primeira artista brasileira a ganhar o prêmio. No mês seguinte, foi lançado o single "Blecaute", do álbum Pancadélico, da banda mineira Jota Quest. A faixa é uma volta do grupo ao gênero funk e conta com as participações de Anitta e Nile Rodgers, fundador da banda Chic.
Em 2016, Anitta estreou como apresentadora de TV na terceira temporada do programa Música Boa Ao Vivo, do Multishow. A cantora também foi apresentada em um remix da música "Ginza", do cantor J Balvin. Em abril, iniciou a Bang Tour. Em agosto, ela lançou um single, intitulado "Sim ou Não", com o cantor colombiano Maluma. Em 5 de agosto de 2016, Anitta participou da cerimônia de abertura dos Jogos Olímpicos de Verão de 2016, cantando "Sandália de Prata" ao lado de Caetano Veloso e Gilberto Gil. No mês seguinte, ela assinou um contrato com a agência de talentos William Morris Endeavor. Em outubro, participou do show do tenor italiano Andrea Bocelli. Em novembro, ela ganhou a categoria "Best Brazilian Act" no MTV Europe Music Awards de 2016.

### 2017–2018:Checkmatee parcerias internacionais
Anitta iniciou o ano de 2017 apostando em colaborações, sendo que em 6 de janeiro é lançada a faixa "Loka", da dupla sertaneja Simone & Simaria com a participação da cantora, que despontou em sexto lugar na Billboard Brasil. Semanas depois, em 21 de janeiro, é lançada "Você Partiu Meu Coração", de Nego do Borel com a participação de Anitta e Wesley Safadão, com um videoclipe inspirado no romance de Jorge Amado, Dona Flor e Seus Dois Maridos. Em 19 de maio chega as rádios, "Switch", uma colaboração com a rapper australiana Iggy Azalea, tornou-se seu primeiro single em inglês. No mesmo mês, em 31 de maio, Anitta lança seu primeiro single "Paradinha", gravada em espanhol com intuito de expandir sua carreira para os países da América Latina, no qual chegou a se apresentar na televisão de diversos países.

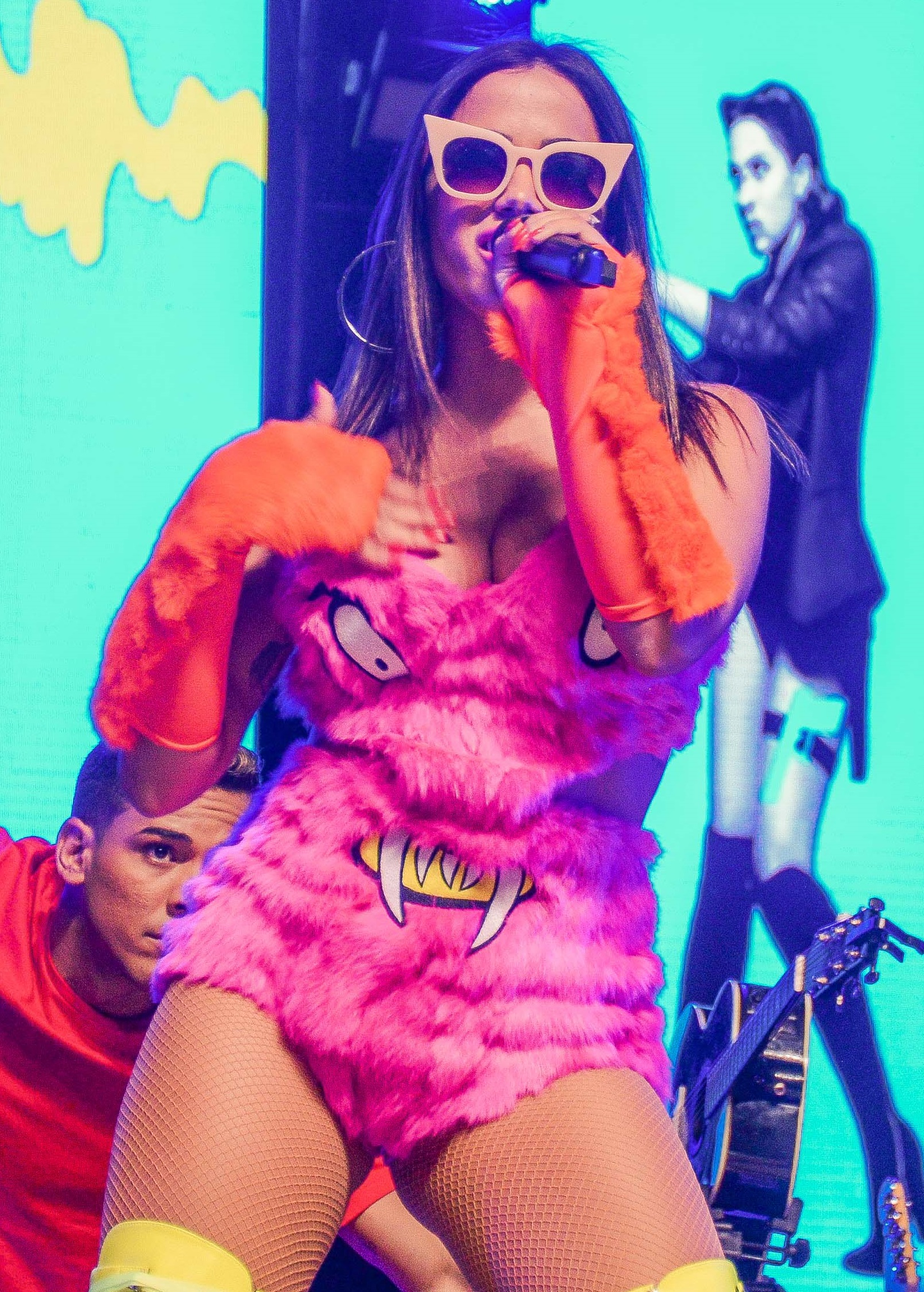
Anitta se apresentando no Citibank Hall em São Paulo, outubro de 2017.

Em 30 de julho, o grupo estadunidense Major Lazer lança "Sua Cara", trazendo a participação de Anitta e da drag queen Pabllo Vittar, como segundo single do EP Know No Better. Após seu lançamento, a canção permaneceu mais de cinco semanas na parada Dance/Electronic Songs da Billboard. O videoclipe da faixa superou mais de 17.8 milhões de visualizações dentro de 24 horas, batendo o recorde como o sétimo mais visto no primeiro dia na época.
Em setembro, a cantora anunciou que iniciaria um projeto intitulado Checkmate, no qual lançaria um novo single por mês até o final de 2017. Todo o projeto foi patrocinado pela empresa de departamentos C&A, que além de vestir a cantora com peças do vestuário disponível para venda, também investiu na gravação dos videoclipes e divulgação das faixas, levando-a para lançar cada um dos singles nas cinco regiões do país. A primeira faixa liberada do projeto foi "Will I See You", produzida e escrita pelo produtor estadunidense Poo Bear, que trazia uma mistura de bossa nova com pop tradicional, lançada diretamente para as rádios de Adult contemporary. Em 13 de outubro, através de uma parceria com o DJ sueco Alesso, Anitta lança a eletrônica "Is That for Me" como segundo single do projeto. O videoclipe da canção, gravado em meio a Amazônia, gerou controvérsia pelos figurinos adotados pela equipe da cantora, incluindo um sutiã metálico, o qual a artista explicou que era uma representação de Gaia, deusa da mitologia que tirou do seu peito o aço, além de uma referência a cantora Fernanda Abreu, tida como a "pioneira do pop brasileiro", a qual utilizou um sutiã composto por duas frigideiras na turnê do disco Da Lata e foi censurada em 1995.
Em 19 novembro, é lançado o terceiro single, "Downtown", uma parceria com o cantor colombiano J Balvin, focada no reggaeton. A faixa foi divulgada em um outdoor na Times Square, em Nova Iorque, a mais frequentada avenida do mundo. Em 18 de dezembro, a cantora finaliza o projeto como o quarto e último single, "Vai Malandra", focado no funk carioca, tendo a participação de MC Zaac, Tropkillaz e do rapper estadunidense Maejor, além de ter o videoclipe gravado por Terry Richardson. Após seu lançamento, o videoclipe tornou-se um sucesso, ultrapassando a marca de 500 mil visualizações no Youtube em apenas 20 minutos e convertendo-se na melhor estreia brasileira na história, com 8 milhões em menos de oito horas, quebrando o recorde anterior de Luan Santana, que teve 7,7 milhões em seu vídeo "Check-In" no período de 24 horas. Antes de completar suas primeiras 24 horas de lançamento mundial, "Vai Malandra" entrou na Top 50 Global do Spotify, lista das músicas mais tocadas no mundo, classificando-se na 18.ª colocação, e "Downtown", na 23.ª, tornando Anitta a primeira brasileira a emplacar duas músicas dentro do Top 50. A música encontrou-se por um mês no topo do iTunes brasileiro, à frente apenas da faixa anterior da cantora, e também apareceu no Top 10 do iTunes de Portugal e dentro do Top 200 da Suíça.

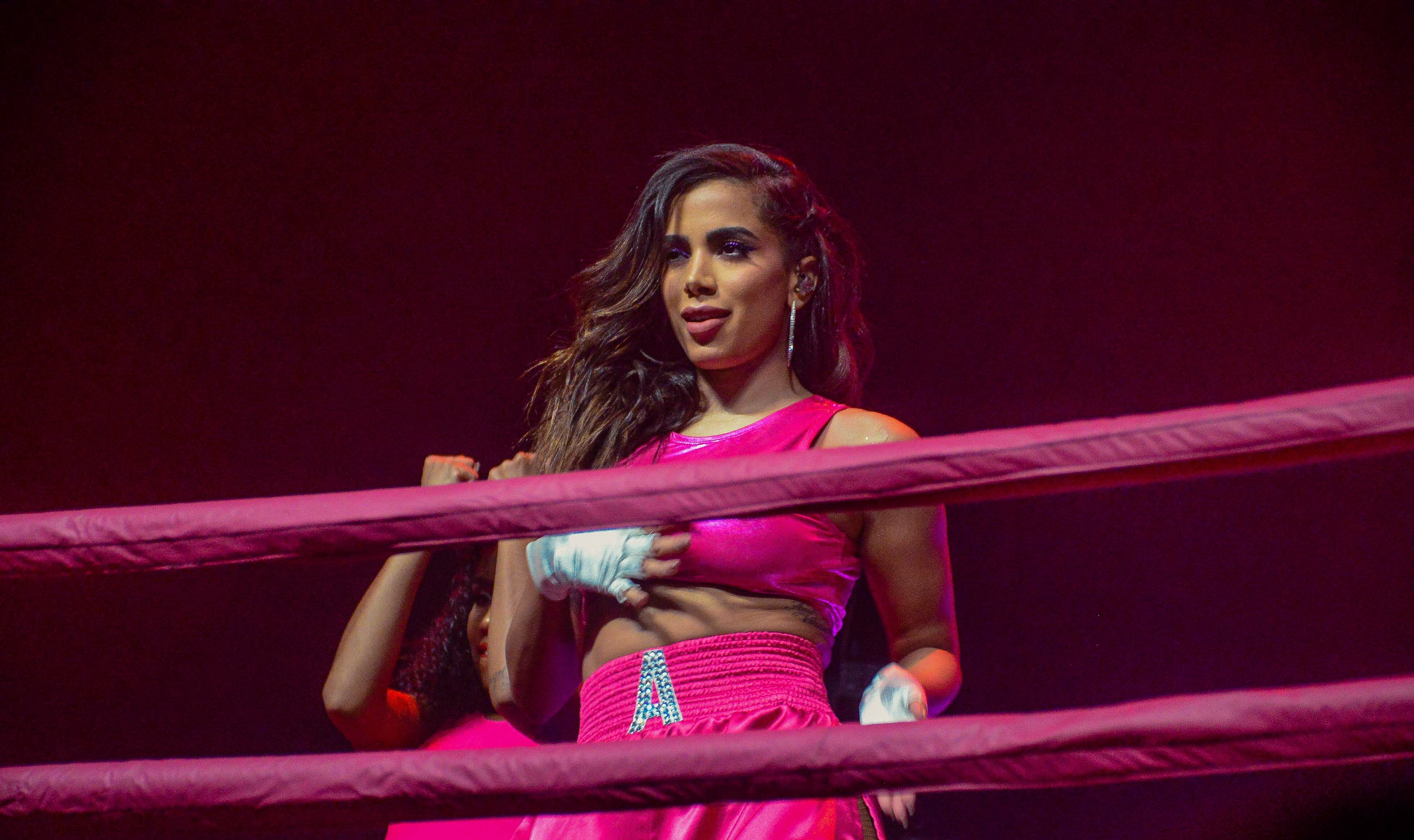
Anitta na festa 'Combatchy', em novembro de 2017.

No dia 19 de janeiro de 2018, foi lançado o single "Machika", a terceira parceria entre J Balvin e cantora. Anitta anunciou que iria lançar o single "Indecente" no dia da sua festa de aniversário. Ela anunciou que o clipe da canção seria gravado durante a festa e transmitido ao vivo pelo canal no YouTube, porém o clipe só foi postado no YouTube horas depois do horário acertado, não sendo ao vivo. Em 3 de abril, estreou seu programa Anitta Entrou no Grupo no Multishow. No mesmo mês, a cantora lançou uma parceria com o cantor Wesley Safadão, intitulada "Romance com Safadeza". Junto com Matheus & Kauan, Anitta lançou o single "Ao Vivo e A Cores" presente no álbum Intensamente Hoje! da dupla. O single "Fica Tudo Bem" do cantor Silva em parceria com Anitta foi lançado no final de maio. A canção está presente no álbum Brasileiro do intérprete. A canção "Medicina" foi lançada em julho e o vídeo musical foi gravado em diversas partes do mundo e ganhou o Latin American Music Awards como clipe do ano.
Anitta apresentando o 
O duo de produtores Seakret lançou em 7 de setembro a canção "Perdendo a Mão" em parceria com Anitta e com a cantora Jojo Maronttinni. Foi convidada para ser a mentora especial da sétima temporada do The Voice Brasil em 17 de setembro. Anitta estreou como jurada da sétima temporada do programa La Voz (México) junto com Maluma, Carlos Rivera, e Natalia Jiménez. O programa estreou em 30 de setembro e chegou ao fim em 16 de dezembro. Foi lançado o desenho animado de fantasia e infantil Clube da Anittinha em 3 de outubro no canal Gloob e é baseado nos familiares e amigos de Anitta. A cantora colombiana Greeicy lançou em outubro o single "Jacuzzi" que conta com a participação da brasileira.
Foi anunciado o lançamento do EP Solo para 9 de novembro, que conta com três canções em diferentes idiomas, entre elas "Veneno" e "Não Perco Meu Tempo". Anitta anunciou também que todas as canções do EP teriam seus respectivos vídeos musicas, que foram lançados simultaneamente na mesma data do EP. Em 16 de novembro, foi lançada a série documental Vai Anitta na plataforma Netflix. A série mostra os bastidores da vida da cantora. No mesmo dia, o DJ Zullu lançou a canção "Eu Não Vou Embora" que conta com a participação da cantora e do cantor MC G15. Em 27 de dezembro, foi lançado o filme brasileiro Minha Vida em Marte estrelado por Mônica Martelli e Paulo Gustavo no qual a cantora Anitta faz uma participação como ela mesma.

### 2019:Kissese Brasileirinha

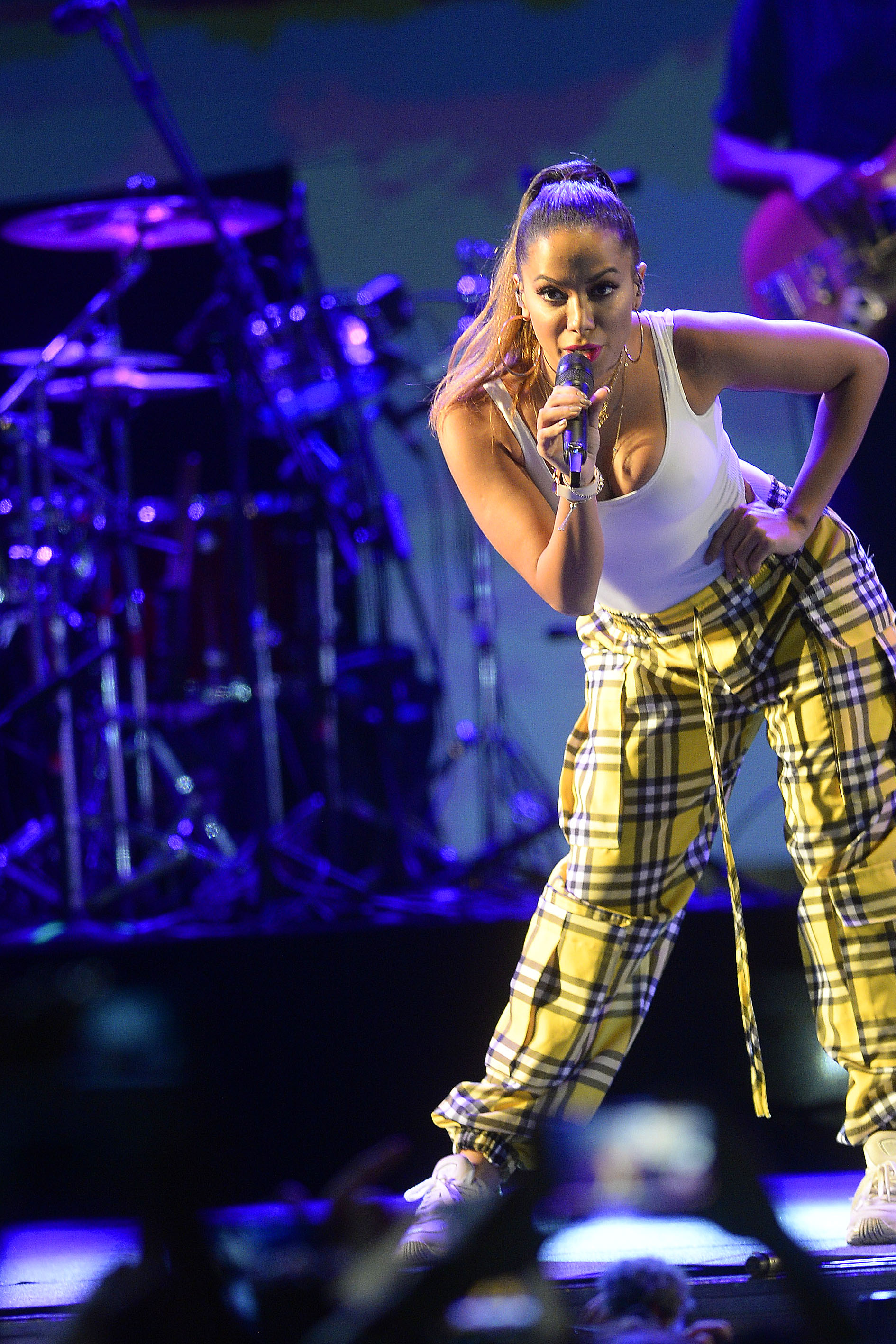
Anitta interpretando "Não Perco Meu Tempo" em Brasília em 2019.

O ano de 2019, na carreira de Anitta, foi marcado por parcerias musicais e participações em faixas de outros cantores. Em fevereiro de 2019, a artista lançou cinco canções: "Terremoto" com Kevinho; "Bola Rebola" com Tropkillaz, J Balvin e MC Zaac; uma regravação de "Zé do Caroço" com os produtores Jetlag; "Te lo Dije" com Natti Natasha e "Favela Chegou" com Ludmilla. Em 15 de março, foi lançada a canção "R.I.P." da mexicana Sofía Reyes com participação da brasileira e da britânica Rita Ora. Em 27 de março, chegou as livrarias a biografia não autorizada da cantora, intitulada Furacão Anitta, escrita pelo jornalista Leo Dias.
Em 5 de abril, foi lançado o primeiro álbum áudio visual e trilíngue da cantora — e quarto de estúdio — intitulado Kisses. Nos Estados Unidos, o álbum atingiu a quarta posição nas paradas musicais Latin Pop Albums e a décima sexta na Top Latin Albums, ambas da Billboard. Na Espanha, o álbum chegou a quadragésima sexta posição na lista da PROMUSICAE. O primeiro single do álbum, "Poquito" em parceria com o rapper americano Swae Lee, foi lançado em conjunto com o álbum. Anitta está presente na trilha sonora do filme UglyDolls que foi lançada em abril do mesmo ano. A cantora aparece na faixa "Ugly" e na versão latina da mesma canção, "Ugly (Fea)". Uma versão em português intitulada "Ugly (Feia)" foi lançada somente na versão brasileira do filme.

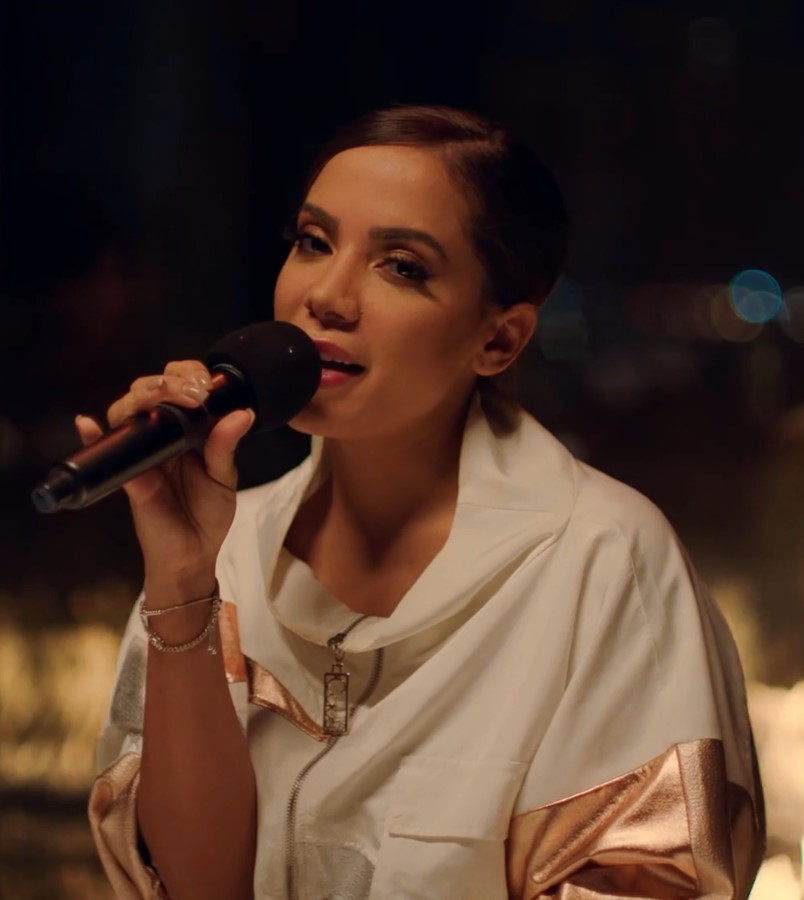
Anitta em 2019.

Em junho, Anitta participou do décimo quarto álbum da cantora norte-americana Madonna, intitulado Madame X na faixa "Faz Gostoso", uma regravação da cantora luso-brasileira Blaya. Anitta realizou novamente uma parceria com Major Lazer, — a primeira em 2017 na canção "Sua Cara" — desta vez em "Make It Hot", faixa lançada em 19 de junho e presente no álbum Music Is the Weapon (2019) do grupo. Em 21 de junho, foi lançada a canção "Pa' lante" junto com Alex Sensation e Luis Fonsi. No dia 11 de julho, foi lançada "Muito Calor", parceria entre Anitta e o cantor Ozuna. A canção faria parte do terceiro álbum de estúdio do cantor, intitulado "Nibiru", mas foi retirada por motivos que não foram esclarecidos. Já no dia 6 de setembro, foi lançado a parceria entre Anitta e Léo Santana, "Contatinho". A canção foi gravada ao vivo, como a música de abertura do DVD de Léo Santana, chamado Levada do Gigante. Ainda em setembro, no dia 30, lançou juntamente com o grupo Black Eyed Peas o single "Explosion". No mesmo mês, Anitta assinou com a Skol Beats para se tornar a head de criatividade e inovação da marca.
No dia 4 de outubro, saiu a sua colaboração com o cantor Vitão, "Complicado". A cantora se apresentou no palco mundo da oitava edição do Rock in Rio em 05 de outubro. Anitta gravou a canção "Pantera" para a trilha sonora do filme Charlie's Angels, lançada em outubro. Ainda no mesmo mês, a artista deu início ao projeto Brasileirinha, quase semelhante ao projeto CheckMate, porém ela lançaria até o mês de dezembro canções somente em português. O primeiro single lançado foi a canção "Some Que Ele Vem Atrás" em parceria com a cantora Marília Mendonça, o vídeo musical foi gravado ao vivo durante a 26.ª edição do Prêmio Multishow de Música Brasileira. "Combatchy" foi lançada em novembro como segundo single, a canção conta com a participação das cantoras Lexa, Luísa Sonza e MC Rebecca. Em 23 de novembro, participou do show de abertura da Final da Copa Libertadores da América que aconteceu no Peru ao lado do cantor colombiano Sebástian Yatra e dos cantores argentinos Fito Páez e Tini, interpretando a canção "Y Dale Alegría A Mi Corazón". O terceiro single do projeto Brasileirinha, "Meu Mel", em parceria com o trio Melim, foi lançado em 13 de dezembro; "Até o Céu", dueto com MC Cabelinho e última faixa do projeto, foi disponibilizada em 20 de dezembro.

### 2020–2021: Participação na televisão e outros trabalhos

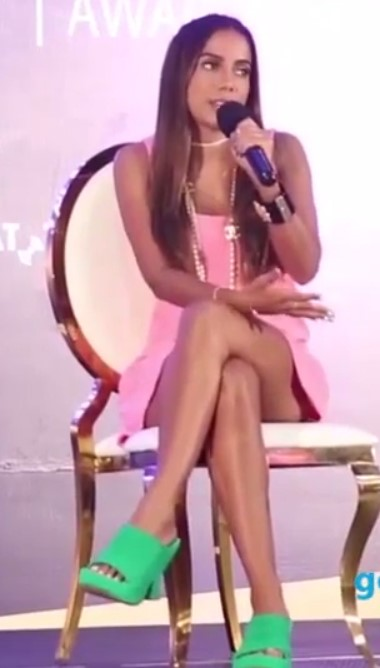
Anitta na conferência de imprensa do Heat Latin Music Awards em 2021

Em janeiro de 2020, lançou o single "Jogação" com a banda Psirico. O vídeo musical da canção foi gravado ao vivo durante o "Ensaio da Anitta", show que aconteceu no Espaço das Américas, em São Paulo. No mês seguinte, a cantora lançou a canção "Rave de Favela" em parceria com o cantor brasileiro MC Lan e com o grupo americano Major Lazer. Anitta ainda participou das canções "Contando Lunares" do cantor espanhol Don Patricio, "Joga Sua Potranca" do DJ brasileiro Gabriel do Borel e "Dança Assim" do músico angolano Preto Show. Ainda em fevereiro, a cantora participou de quatro episódios da novela Amor de Mãe da TV Globo, interpretando Sabrina, uma fã da personagem Ryan (Thiago Martins), que acaba se envolvendo com ele. Durante o isolamento social em virtude da pandemia de COVID-19, Anitta estreou em maio, diretamente de sua casa, o programa Anitta Dentro da Casinha, transmitido pelo canal Multishow.
A essa altura, Anitta confirmou que preparava seu quinto álbum de estúdio — o primeiro inteiramente em inglês e espanhol — depois da aposta trilíngue em Kisses. A cantora confirmou que tinha trinta músicas prontas e que estava em processo de seleção das faixas que entrariam no disco, junto do empresário americano Brandon Silverstein. Ryan Tedder foi o responsável pela produção executiva do disco. Em entrevista à revista Veja, ele afirmou: "Ela entende a cultura global e está preparada para o mercado americano. Todo mundo em Los Angeles e Nova York quer trabalhar com Anitta". A informação do novo álbum havia sido circulado em uma postagem na biografia da cantora no site da S10 Entertainment, empresa de Silverstein, porém depois que a notícia se espalhou pelos fãs da cantora a informação foi retirada do site.
Em agosto de 2020, a artista participou do single "Paloma", do italiano Fred De Palma; a faixa se tornou uma da mais ouvidas do ano na Itália. No mesmo mês, foi lançada sua colaboração do disco Griff, de WC no Beat: a faixa "Cena de Novela" ao lado de Djonga & PK; além dela, marcou presença no trap "Tá Com o Papato", de Papatinho com Dfideliz & BIN. Em 18 de setembro, Anitta deu início a uma nova era em sua carreira internacional, lançando "Me Gusta", música do seu próximo álbum, Versions of Me em parceria com Cardi B e Myke Towers. A canção alcançou a 17.ª posição na parada do iTunes nos Estados Unidos. Em 28 de setembro, Anitta entrou pela primeira vez na Billboard Hot 100 dos EUA.
Em junho de 2021, a cantora ingressou no conselho de administração da startup Nubank.

### 2022–2023:Versions of Me, reconhecimento e sucesso internacional
"Número 1 do mundo. Eu realmente não sei o que dizer. A primeira mulher latina, cantora solo, a ser número 1 no mundo. Eu volto quando for capaz de processar tudo isso e digo outra coisa porque agora estou em choque. Obrigada, obrigada, obrigada"

— Anitta a comemorar em seu Twitter seu feito de alcançar o topo do Spotify Global
2022 foi o ano de destaque para a carreira internacional de Anitta. No dia 3 de janeiro de 2022, foi anunciado que ela havia assinado um contrato mundial com a Sony Music Publishing. Seu single espanhol "Envolver", lançado no final de 2021, alcançou o topo do Spotify Global em março de 2022, tornando-a a primeira pessoa brasileira e a primeira artista latina-americana com uma música solo a fazê-lo; posteriormente, foi incluída no livro dos recordes Guinness Book. Também se tornou a música mais reproduzida em um único dia em 2022 (7,2 milhões) na época. A canção recebeu elogios da impressa internacional e entrou em diversas listas de "as melhores do ano", como nas do Los Angeles Times e da Billboard . A revista Rolling Stone nomeou-a como a 81.ª melhor canção de reggaeton de todos os tempos.
Seu quinto álbum de estúdio, Versions of Me, foi oficialmente lançado em 12 de abril e recebeu avaliações positivas dos críticos. Chris Malone Méndez, da Forbes, afirmou que Anitta "mostra que ela é mais do que apenas um rostinho bonito [...] Ela facilmente pula entre inglês, espanhol e português enquanto canta sobre amor, luxúria, perda e tudo mais". Em sua avaliação à Rolling Stone, Julissa López notou-a como "uma das maiores estrelas do pop latino" e complementou "para seu próximo ato, ela está pronta para enfrentar o resto do planeta, e planeja fazê-lo compartilhando o retrato mais intransigente de si mesma em Versions of Me". A canção "Girl From Rio", presente no álbum, venceu a categoria Clipe Favorito no Latin American Music Awards. No mesmo mês, tornou-se a primeira brasileira a se apresentar no palco principal do festival Coachella. Em 6 de julho, a cantora argentina Tini lançou "La Loto", uma colaboração com Anitta e a cantora americana Becky G.

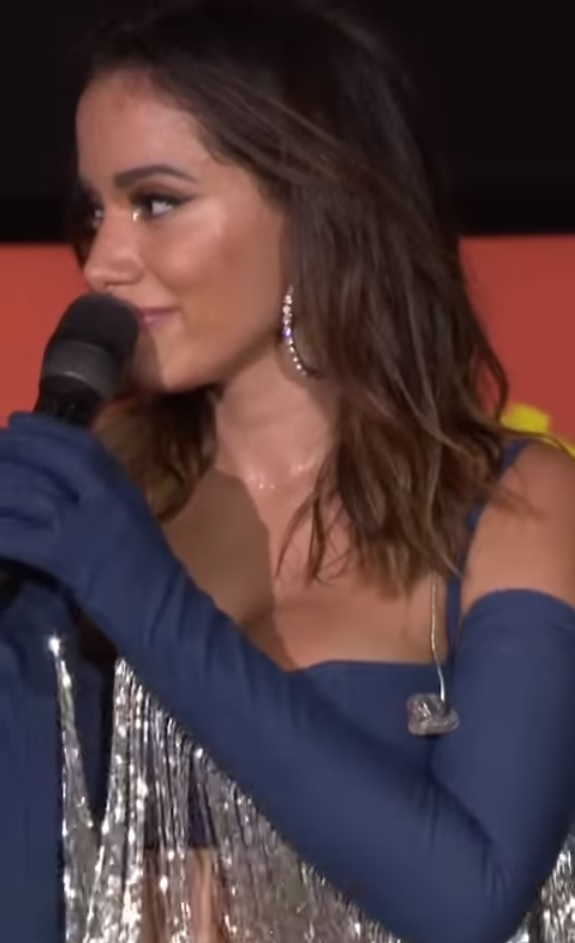
A artista se apresentando no Rock in Rio IX.

Devido ao sucesso de "Envolver" no circuito global, Anitta recebeu diversas nomeações a inúmeras premiações internacionais. "El Paso de Anitta" tornou-se um fenômeno mundial e ganhou, nos Premios Juventud, o troféu de "La Coreo Más Hot" — a primeira brasileira a ganhar na premiação. Em 20 de setembro de 2022, ela apresentou e recebeu duas nomeações ao Grammy Latino, para Gravação do Ano e Melhor Interpretação de Reggaeton, e venceu Melhor Artista Latino no MTV Europe Music Awards em 13 de novembro. Além disso, foi indicada aos prêmios MTV Video Music Awards (VMA) e American Music Awards (AMA), nas categorias Melhor Artista Latino e Artista Latina Feminina Favorita, respectivamente; subsequentemente, tornou-se a primeira artista brasileira a ser nomeada e vencer ambos os prêmios. Anitta foi novamente incluída no Guinness Book graças ao feito de ter sido a primeira mulher solo — e a primeira artista brasileira — a ganhar o prêmio do MTV Video Music Awards (VMA), sendo dois recordes no mesmo ano. Em novembro, apresentou-se no desfile Savage X Fenty Show, da cantora Rihanna.
Após lançamentos de sucessos e feitos alcançados ao decorrer do ano, foi indicada ao Grammy de 2023 na categoria Artista Revelação e foi reconhecida pela revista Forbes como uma das personalidades com menos de 30 anos que se destacaram e causaram impacto em suas respectivas áreas — no caso dela, a música — e entrou para a lista "30 Under 30" de 2023, que visa reconhecer artistas que fazem uma contribuição significativa para a indústria fonográfica mundial. O texto da revista diz: "[Ela é] uma estrela pop nascida no Brasil que alcançou o topo de sua indústria musical regional e atravessou o mundo como uma artista líder na próxima geração da música latino-americana".
Em 4 de abril de 2023, Anitta encerrou seu contrato com a Warner Music depois de 11 anos de parceria. Semanas depois, em 20 de abril, a revista Variety noticiou que a cantora fechou contrato com a gravadora Republic Records, subsidiária da Universal Music. Como uma forma de encerrar o compromisso com a gravadora, Anitta lançou a faixa "Nu" com os produtores musicais Hitmaker, em 20 de abril de 2023, e "Vai Vendo" com a participação de MC Ryan, em 27 de abril do mesmo ano.

### 2024–presente:Funk GenerationeEnsaios da Anitta

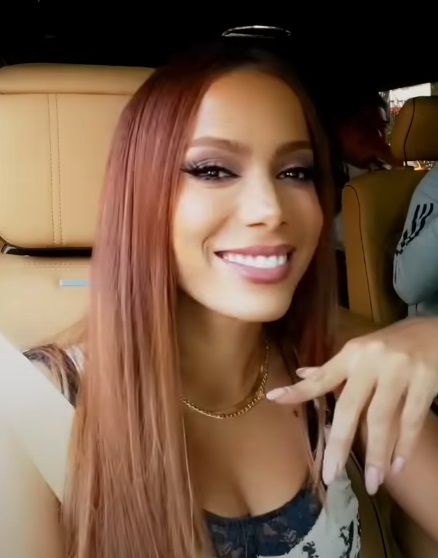
A artista em 2023.

Em 26 de abril de 2024, é lançado o sexto álbum da cantora, Funk Generation, através da Floresta Records, Republic Records e Universal Music Latino. Em 4 de maio, a brasileira fez história ao se apresentar como "jurada convidada" durante a execução de "Vogue" na The Celebration Tour, e deu notas para as apresentações de voguing; uma dança moderna e que se caracteriza por posições típicas de modelos. O evento aconteceu na Praia de Copacabana, no Rio de Janeiro, reunindo mais de 1 milhão e 600 mil pessoas. Em 18 de maio, para promover Funk Generation, deu início a sua primeira turnê inteiramente internacional: Baile Funk Experience começou no México e passará por vários países, terminando na Espanha. Em 24 de maio, Anitta apareceu como jurada convidada no terceiro episódio da nona temporada de RuPaul's Drag Race All Stars. A cantora esteve na bancada ao lado de RuPaul, Michelle Visage e do estilista Carson Kressley. Na atração, ela avaliou as performances das drag queens e também citou Gloria Groove e Pabllo Vittar como uma das referências brasileiras dessa cena; "Minha família, a minha mãe são loucas por Gloria Groove e Pabllo Vittar. No Brasil, elas são grandes cantoras e fazem muito sucesso. Acontece muito!". Em setembro de 2024, sua parceria de Samba-enredo para o Carnaval de 2025 da Unidos da Tijuca foi vencedora da disputa, num enredo sobre Logunedé.
Em 5 de dezembro de 2024, é lançado o sétimo álbum da cantora, Ensaios da Anitta, para promover o projeto que leva o mesmo nome.

## Imagem pública

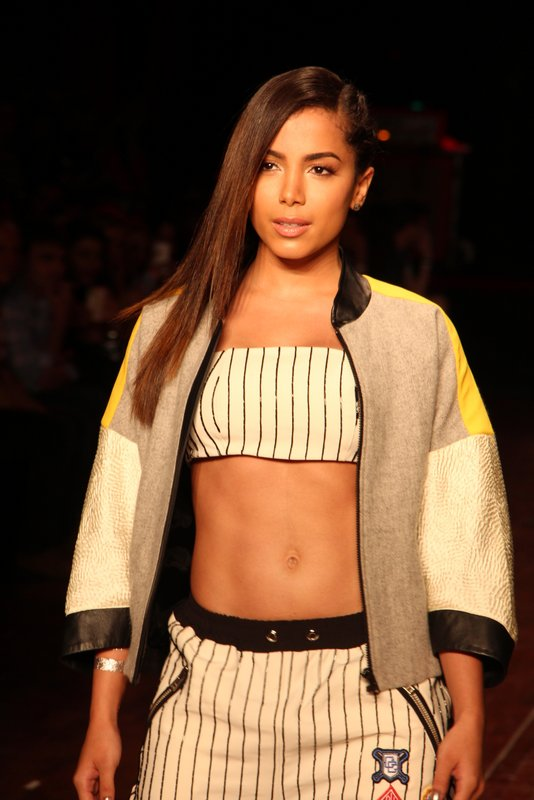
Anitta no desfile da Coca-Cola Jeans em novembro de 2014

Logo após atingir o estrelato, Anitta foi descrita como um símbolo sexual pela mídia. Em 2015, ela foi eleita a mulher mais sexy pela revista VIP. Escrevendo para a Folha de S.Paulo, Gustavo Fioratti afirmou que a "personalidade sexy, vulgar com estilo" da cantora é mais impressionante em seus videoclipes do que em suas performances ao vivo. O jornal inglês Daily Mail a chamou de "bombshell". Ela acredita que, pelo fato de trabalhar "com a coisa da sensualidade", seu trabalho artístico não é levado a sério por uma parte da crítica e público. A cantora expressou sua frustração dizendo: "[...] as pessoas acham que você não tem talento, não tem inteligência. Posso ser inteligente e ter a vontade de ser sensual."
Em 2014, Anitta foi acusada de adotar um "discurso antifeminista" durante uma participação no programa Altas Horas, da TV Globo, alegando que "as mulheres lutaram tanto para ter os mesmos direitos do que os homens, que, quando conseguiram, quiseram tomar conta da situação e o lugar do homem". Posteriormente, ela começou a adotar um posicionamento mais alinhado com os ideais do feminismo e também passou a se considerar feminista. Ao ser eleita a "Mulher do Ano" pela edição brasileira da revista GQ, em 2017, ela disse:

"Eu vou continuar lutando com a minha música. Falando sobre coisas superficiais, dançando, usando roupa curta, falando que eu falo e que eu aconteço... para que as pessoas entendam que não é uma roupa curta, não é o rebolado, não é o fato de você beijar quantas pessoas você quer beijar numa noite, que vai dizer se você é inteligente, se você é capaz, se você tem talento, se você pode cantar, fazer ou deixar de fazer."
A cantora foi listada pela revista Vogue como uma das 100 pessoas mais influentes e criativas do mundo. Anitta foi escolhida para o ranking por causa do seu "engajamento em prol da positividade em torno do corpo ilustrada pela escolha afirmativa de exibir sua imagem sem retoques no vídeo de "Vai Malandra". Dom Phillips, do The Guardian, afirmou que o videoclipe de "Vai Malandra" "desencadeou um debate feroz no Brasil, expondo as linhas de falhas sociais do país, que lidam com questões de desigualdade, racismo, abuso sexista e apropriação cultural." Para gravar o videoclipe, Anitta foi até o Morro do Vidigal, uma favela do Rio de Janeiro, e usou um biquíni de fita isolante, tranças no cabelo e um "tom de pele mais escuro" que o seu natural para compor seu visual. Escrevendo para a Marie Claire, Stephanie Ribeiro disse que, embora o vídeo tenha sido apontado como uma "prova de apropriação cultural", "O debate, na verdade, deveria ser sobre identidade e conveniência racial. Anitta usa a negritude quando lhe convém. [...] por que em outras ocasiões ela assume uma estética que não remete a uma certa “negritude”?" Anitta respondeu a esse tipo de crítica alegando que sua família paterna é negra e que "No Brasil, ninguém é branco".

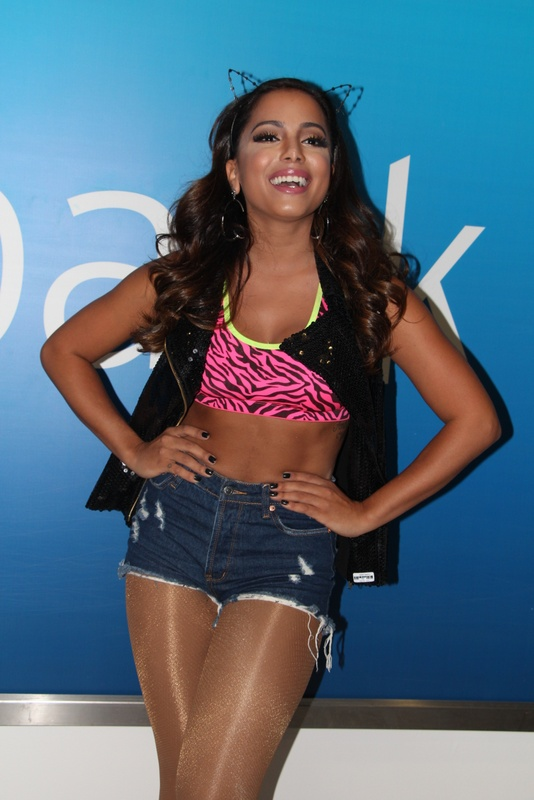
Anitta durante uma coletiva de imprensa em fevereiro de 2015

Anitta é um alvo frequente do escrutínio da mídia, e alguns críticos acreditam que seu interesse por movimentos sociais (LGBT, negro e feminista) é movido por "interesses financeiros", enquanto outros descrevem seu trabalho como "libertador". Em texto reproduzido pelo El País Brasil, o escritor Anderson França comentou sobre as estratégias de publicidade de Anitta e os debates causados por seu trabalho, dizendo que "Ela espera teus aplausos, mas ela se entrega aos teus ataques. Uma estratégia Marina Abramović funkeira [...]. Poder não é fazer com que você [a] ame, é fazer com que você não pense em outra coisa". O jornalista Leo Dias, que conhece Anitta desde 2012 e escreveu a biografia Furacão Anitta, a caracterizou como egocêntrica e disse que ela "é controladora de tudo" e "tem sérios problemas psiquiátricos para tratar. O mundo não gira em torno dela, e [ela] precisa entender que não é o centro do mundo". Dias, porém, afirmou que admira a carreira de Anitta. Anitta também comentou a "fama de brigona" ganha após desentendimentos públicos com artistas com quem ela havia trabalhado: "Eu não vejo dessa maneira. Todos os seres humanos têm a sua desavença ou suas complicações de relações com alguém, seja no trabalho ou na vida pessoal. O problema é que eu sou uma pessoa pública e as pessoas obviamente sempre dão mais ênfase para as partes negativas do que as positivas. É impossível um ser humano nunca ter brigado com ninguém".
Anitta é uma das celebridades mais influentes das redes sociais. Em junho de 2017, ela apareceu no ranking Social 50 da Billboard norte-americana como a 15.ª artista mais influente do mundo nas redes sociais, repetindo, entre outras vezes, sua aparição em dezembro, quando ficou na décima posição. Em março de 2018, ela ganhou o prêmio iHeart Music Awards na categoria Social Star (Estrela das Redes Sociais).

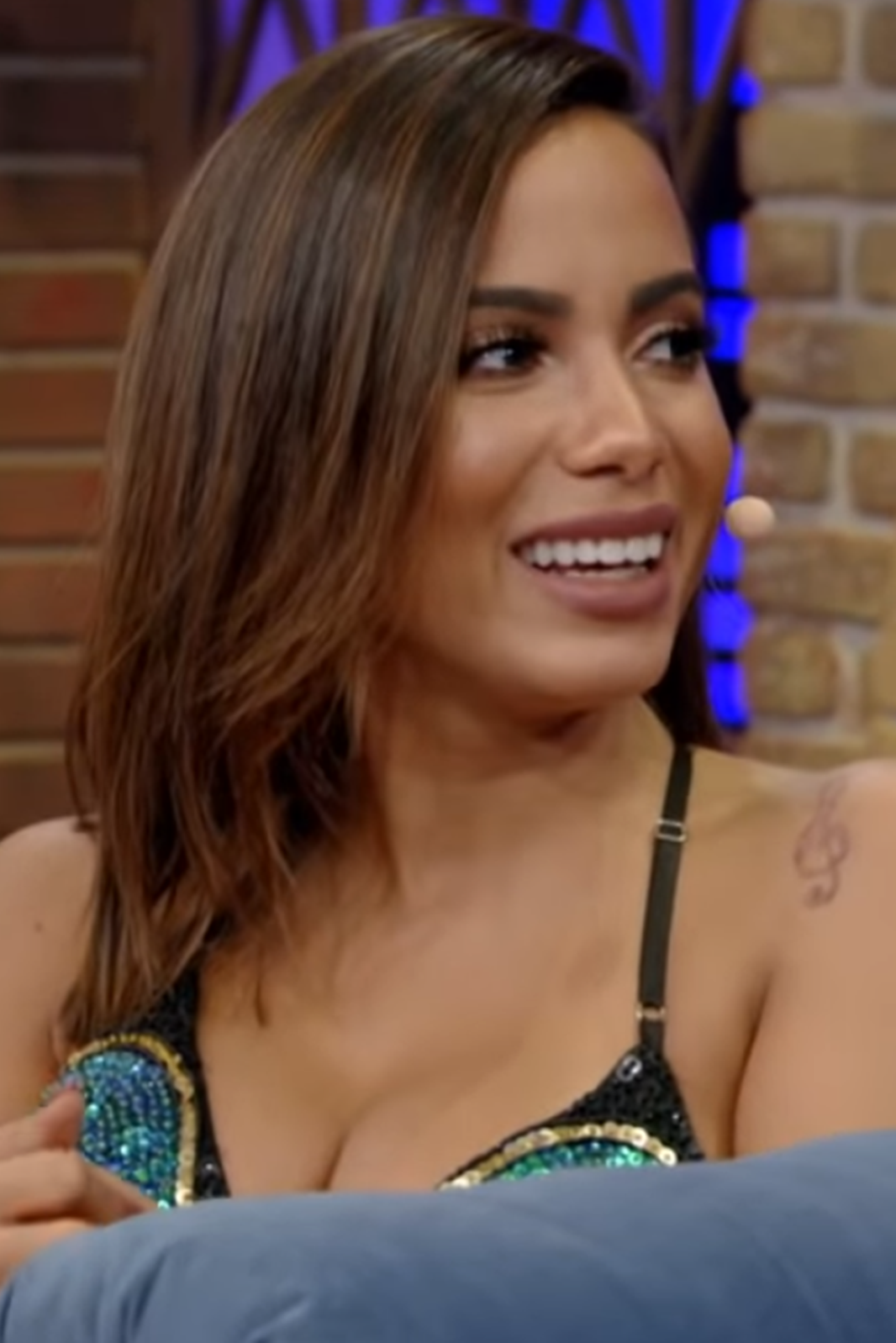
A artista durante uma entrevista no talk-show Lady Night em 2018.

Após atingir o sucesso, Anitta associou sua imagem a diversas marcas. Muitas vezes referida como um "caso de marketing", Anitta afirmou sentir-se elogiada quando a descrevem dessa forma. Ela explicou: "Eu fico feliz quando vejo que as pessoas acreditam que eu seja um caso de marketing, porque sou eu que faço meu marketing. Estudei marketing, me formei em administração num curso pré-faculdade, tive aula de marketing, todo meu marketing sou eu que planejo, sou eu que faço, [então] me sinto elogiada quando vejo as pessoas dizendo isso." Ela ainda descreveu como "co-branding" a sua estratégia de se associar com artistas estrangeiros com o intuito de levar seu trabalho a outros mercados. No dia 2 de junho de 2022, foi agraciada com uma estátua de cera no museu Madame Tussauds de Nova York, a primeira cantora brasileira a figurar no museu.
Anitta costumava usar vestes mais estampadas e coloridas no início da carreira, com combinações entre cropped top, short jeans e blusa xadrez e bonés. Depois do lançamento do álbum Bang! (2015), o estilo da cantora passou a fazer referências à pop art. Ela já declarou que gosta de usar roupas das grifes Moschino e Givenchy. Em uma entrevista ao site EGO.com, ela afirmou: "Ser estilosa é ter atitude, é ter senso incomum e ser autêntica. Ter estilo é ter bom humor. Na minha opinião, ser cafona é fazer ou vestir algo porque todo mundo faz ou vestir alguma coisa porque esperam isso de você".
Em 2014, a cantora assumiu ter feito seis plásticas, justificadas por um descontentamento em relação à sua aparência: "Eu me via um pouco prejudicada. Sempre tive um nariz prejudicado também. Onde eu passava o pessoal fingia que estava perdendo a respiração, porque eu respirei todo ar local". Até 2016, Anitta já havia feito duas cirurgias no peito, duas rinoplastias, lipoaspirações, aumento das maçãs do rosto, entre outras. Anitta ainda considera fazer novas plásticas no futuro. Em 2016 o número aumentou para oito intervenções cirúrgicas, a mais recente foi um preenchimento nos lábios, totalizando mais de 100 mil reais em procedimentos estéticos. Em 2021, em entrevista à revista Allure, ela comentou sobre o assunto: "Não é que eu não me aceite. Eu me aceito, mas gosto de mudar. Para mim, [fazer uma cirurgia plástica] é como mudar meu cabelo".

## Características musicais

### Estilo musical
No início de sua carreira, Anitta foi rotulada como uma cantora de funk, ou "funkeira". Na época, a mídia frequentemente se referia a ela como "MC Anitta". Seu álbum de estreia, Anitta (2013), explora a música pop com influências do reggae e R&B. O jornalista musical Mauro Ferreira opinou que o álbum "se valeu de batidas estéreis - que diluem a pressão do pancadão do funk para tornar Anitta mais palatável para quem rejeita o som dos bailes da pesada - na formatação de repertório maniqueísta." Seu segundo álbum de estúdio, Ritmo Perfeito (2014), também apresenta sonoridade influenciada pelo pop. Ferreira descreveu o álbum como "convencionalmente pop e radiofônico", um trabalho que sinalizou um maior distanciamento das raízes de Anitta no "funk da periferia", mostrando seu interesse em explorar outros estilos e gêneros musicais. Luís Lima, da Veja, considerou Bang! (2015) "sonoramente mais ousado e experimental" que Anitta e Ritmo Perfeito. Ele descreveu a sonoridade do álbum como um "pop leve e colorido" que "flerta com o samba, o R&B e o reggae." Os lançamentos de Anitta em espanhol são focados no estilo reggaeton. Suas canções abordam temas como sexualidade, amor e a "força das mulheres".

### Voz
Anitta possui uma leve voz de soprano, cuja extensão vocal abrange 2 oitavas. O site Vocal Pop detalhou que sua voz aparenta ser de uma adolescente de 15 anos e que ela possui uma "voz agudíssima e leve" e complementou alertando que ela não tem "um domínio tão maestro da própria voz e deixa a desejar em muitas lacunas como cantora e intérprete". Braulio Lorentz, do G1, descreveu sua voz como sendo "afinada e doce". O site ItPOP, detalhou que a voz de Anitta é bastante limitada fazendo "deixa(r) a desejar em muitos quesitos". Revisando seu álbum de estreia, Mauro Ferreira descreveu a voz dela como "pequena e opaca".

### Influências
Para Anitta a cantora estadunidense Mariah Carey é a maior referência musical para sua carreira. Ela disse que "aprend[eu] a cantar" com Carey, a citando como sua primeira referência musical: "Ela foi a primeira inserção que eu tive na música. Com ela entendi o que era ser uma cantora, o que é acompanhar o álbum e o trabalho de alguém por tanto tempo. É como se ela tivesse me ensinado a cantar". Depois de conhecer a estadunidense pessoalmente, Anitta declarou: "Me lembro muito da primeira vez que eu encontrei a Mariah Carey e ela me reconheceu. Eu pude falar pra ela que eu sou uma cantora por causa dela, foi um momento especial". A brasileira citou o vídeo de "Heartbreaker" (1999) como inspiração para o conceito de "Não Para" (2013), revelando: "Imitei na cara de pau porque sou fã. Agora, o povo vai falar que eu imitei, e fiz isso mesmo. Não sei se posso chamar de homenagem porque não sei se ela um dia vai ver. Mas queria já fazer alguma coisa inspirada nela. Ela é meu ídolo desde criança". Outras artistas citadas como referência, incluem Beyoncé, Rihanna, Katy Perry e Shakira. Durante seu primeiro álbum, Anitta foi comparada à Beyoncé, dizendo que a artista era uma de suas influências, apesar de conhecer profundamente seu trabalho há pouco tempo; "É uma admiração nova pra mim, não era fã desde pequena como da Mariah. Mas hoje eu super admiro, depois que comecei a cantar passei a curtir muito". Sobre Shakira, ela comentou; "Cresci minha vida escutando Shakira e tenho nela uma referência. É uma das pouquíssimas cantoras latinas que entrou no Brasil".
Anitta também declarou que Madonna — com quem dividiu os vocais em "Faz Gostoso" (2019) —, é uma de suas principais referências de mulheres empoderadas dentro da indústria musical, ao conhecê-la pessoalmente ela revelou ter agradecido por suas contribuições, dizendo: "Se hoje eu me sinto livre, poderosa e forte para me expressar, expressar minha sexualidade e meu jeito de ser mulher é por causa de sua luta de muitos anos. Sua luta por liberdade mudou milhões e milhões de vidas, incluindo a minha". Entre artistas brasileiros, revelou ter sido fã do grupo Rouge e da dupla Sandy & Junior, durante a infância. Após ler a biografia da cantora luso-brasileira Carmem Miranda, ela passou a tomá-la como uma referência de carreira internacional bem sucedida, além de considerá-la como alguém que foi "crucial para a cultura durante tempos de guerra. Lutou, batalhou, revolucionou. Mas faleceu triste pois não teve o reconhecimento merecido. E isso aprendi com minha musa". Durante sua participação nos prêmios American Music Awards, bem como no Rock in Rio Lisboa de 2018, Anitta usou figurinos tornados marcas registradas de Miranda como forma de homenageá-la. De igual forma, declarou admirar Rita Lee como "mulher e artista", e Marisa Monte, apesar de desenvolverem estílos musicais distintos. Ivete Sangalo foi citada em diversas ocasiões, principalmente no início de sua carreira, como um de seus maiores "ídolos", a quem a influência não só no aspecto musical, mas também por "sua personalidade, seu carisma e seu jeito de fazer as coisas".

## Prêmios e indicações

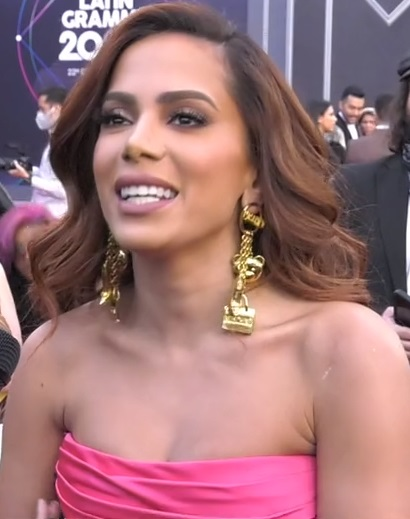
Anitta no tapete vermelho do Grammy Latino de 2021

Anitta já foi nomeada em premiações importantes, nacionais e internacionais. Em 2013, obteve três indicações ao Prêmio Multishow nas categorias "Artista Revelação", "Melhor Clipe" e "Música Chiclete", tendo vencido as duas últimas. No mesmo ano, foi indicada aos Meus Prêmios Nick em mais duas categorias: "Cantora Favorita" e "Revelação Musical", mas não venceu na ocasião. No final de 2013 foi eleita como a artista brasileira do ano pelo iTunes. Ainda em 2013, ela foi eleita pela Associação Paulista de Críticos de Arte (APCA) como a "revelação do ano" e pela revista Forbes uma das 100 celebridades mais influentes do Brasil, tornando-se a mais jovem artista a figurar-se em tal publicação.
Em 2014, recebeu sua primeira indicação ao Grammy Latino e tornou-se a cantora brasileira mais jovem a apresentar-se no Grammy. Também recebeu sua primeira indicação ao MTV Europe Music Awards na categoria "Best Brazilian Act", mas o prêmio foi para a cantora Dulce María na terceira fase da premiação. Novamente, em 2014, a cantora recebeu nomeações em duas categorias ao Prêmio Multishow, embora não tenha vencido nenhuma. Conseguiu o prêmio de "Música do Ano" por "Show das Poderosas" no Prêmio Globo de Melhores do Ano. Anitta ainda ganhou troféu pelo Festival da Música, sendo a cantora homenageada do ano de 2014. Recebeu também em 2015 um prêmio na famosa premiação Jovem Brasileiro como “Melhor Cantora Jovem”.
No ano de 2015, Anitta ganhou o troféu de Melhor Cantora no prêmio Geração Glamour. Indicada pelo terceiro ano consecutivo, a cantora levou dois prêmios das seis indicações nos prêmios Multishow e foi a grande vencedora da noite, vencendo nas categorias "Melhor Show" e "Melhor Música". Anitta conquistou dois troféus na MTV - Europe Music Awards: na categoria "Best Brazilian Act" e "Worldwide Act: Artista América Latina", se tornando a primeira cantora brasileira a conquistar os prêmios. Ainda em 2015, foi eleita pela revista VIP a "mulher mais sexy do mundo".
Em 2016, foi indicada pela terceira vez ao EMA, vencendo na categoria de "Melhor Artista Brasileiro". Ela concorreu com os cantores Tiago Iorc, Ludmilla, Karol Conká e Projota. O resultado da premiação foi revelado no dia 6 de novembro em Roterdã, na Holanda. Em novembro de 2017, na sétima edição do prêmio Men of the Year, concedido pela revista masculina GQ, Anitta foi eleita a Mulher do Ano por conta de sua projeção no cenário musical internacional.
Em 11 de março de 2018, ela ganhou o prêmio iHeart Music Awards na categoria Social Star (Estrela das Redes Sociais). Após alcançar sucesso internacional com lançamentos como "Envolver", tornou-se, em 2022, a primeira brasileira a ser indicada e ganhar o MTV Video Music Award, na categoria Melhor Vídeo Latino, e o American Music Awards, em Artista Latina Favorita. Em novembro, recebeu sua primeira nomeação ao Grammy na categoria Artista Revelação. Em 2023 e 2024, ganhou novamente o MTV Video Music Awards nas mesmas categoria, um recorde para uma artista latina.
Anitta foi novamente indicada ao Grammy (2025) de Melhor Álbum Pop Latino, com seu Funk Generation, lançado em 2024. Também, recebeu duas nomeações ao Grammy Latino (2024) por seu trabalho em "Mil Veces" e "Joga pra Lua", de Gravação do Ano e Melhor Interpretação Urbana em Língua Portuguesa, respectivamente. É a cantora brasileira com mais entradas na Billboard Hot 100.

## Vida pessoal
Numa entrevista para a revista Trip, em 2017, ela disse que faz terapia e também que, se não seguisse a carreira artística, "seria uma psicóloga feliz." Em setembro de 2018, Anitta afirmou que é bissexual. Em janeiro de 2019, após assistir ao documentário Cowspiracy, tornou-se vegana. Em 2019, o jornalista de celebridades Leo Dias lançou uma biografia não autorizada sobre a cantora, tendo como fontes pessoas próximas a ela, incluindo seus familiares. Em Furacão Anitta, Dias afirma que Anitta é seguidora do candomblé. Batizada e criada na igreja católica, onde costumava cantar quando criança, ao lado do avô, Anitta deixou a instituição depois que um de seus padres preferidos foi expulso por homenagear a cultura negra e religiões de matriz africana. Frustrada com a situação, ela se voltou para o Candomblé, crença seguida por seu pai, e desenvolveu uma relação estreita e duradoura com a religião. Por influência do pai, é torcedora do Botafogo de Futebol e Regatas.
Em outubro de 2019, foi noticiado que Anitta descobriu ter um irmão por parte de pai que ela e sua família não conheciam. Ela disse: "Ninguém buscou a gente, eu que fui atrás dele. A mãe dele e o meu pai perderam contato. A mãe dele viu meu pai na televisão junto comigo, comentou que aquele era nosso pai. E ele não nos procurou, porque tinha medo de a gente achar que ele queria dinheiro, era interesseiro, como todo mundo ficou comentando." Em julho 2022, Anitta revelou em seu Twitter que descobriu que sofre de endometriose, e que há mais de 9 anos vivia com os sintomas da doença; no mesmo mês a cantora fez a cirurgia de tratamento da doença.

### Relacionamentos
A mídia já ligou o nome de Anitta ao jogador Neymar, ao comediante Eduardo Sterblitch, ao surfista Gabriel Medina, aos apresentadores Fábio Porchat e André Marques, ao piloto Lewis Hamilton e aos cantores Maluma e Luan Santana.
Ela namorou com Diego Villanueva, conhecido como Diego Thug, um dos integrantes do Bonde da Stronda, do início de 2011 até o final de 2012. Em 2013, namorou com Nilo Faria. Em 2014, teve um rápido romance com o empresário Arthur "Tuka" de Carvalho Mattos. Em 2015, namorou o economista e empresário Bruno Van Enck. Em 2016, a cantora também teve um relacionamento com o ator e modelo Pablo Morais que durou dois meses.
No dia 17 de novembro de 2017, ela se casou com o empresário Thiago Magalhães, com quem já se relacionava desde maio do mesmo ano. O casal oficializou a união sob separação total de bens. Em setembro de 2018, o casal anunciou o divórcio, afirmando que a decisão foi tomada de comum acordo. Em junho de 2019, assumiu o namoro com o surfista Pedro Scooby. No fim de agosto, foi anunciado o término; o surfista disse que a cantora terminou com ele por telefone, sem dar um motivo. Em fevereiro de 2020, começou a namorar o sambista Gabriel David, terminando o relacionamento em abril. Em maio, assumiu o namoro com o apresentador Gui Araújo. O relacionamento chegou ao fim em julho.
Anitta namorou o bilionário norte-americano Michael Chetrit durante três meses de 2021, e o rapper americano Murda Beatz em 2022, definido como um relacionamento "relâmpago" pela imprensa. Entre julho e agosto de 2023, namorou o ator italiano Simone Susinna, protagonista da franquia 365 Dias.

## Discografia
- Anitta (2013)
- Ritmo Perfeito (2014)
- Bang! (2015)
- Kisses (2019)
- Versions of Me (2022)
- Funk Generation (2024)
- Ensaios da Anitta (2024)

## Turnês
| Oficiais - Turnê Show das Poderosas (2013–2014) - Turnê Meu Lugar (2014–2015) - Bang Tour (2016–2017) - Kisses Tour (2019–2020) - Baile Funk Experience (2024) | Promocionais - Chá da Anitta (2013–2016) - Show das Poderosinhas (2015–2019) - Turnê Os Caras do Momento (com Nego do Borel) (2015–2016) - Made in Brazil (2018) - Euro Summer Tour 2022 (2022) Blocos carnavalescos - Bloco da Anitta (2016–2020; 2023–presente) - Ensaios da Anitta (2019–presente) |

## Filmografia

### Televisão
| Ano       | Título                                | Personagem       | Notas                                                   | Ref.                    |
| --------- | ------------------------------------- | ---------------- | ------------------------------------------------------- | ----------------------- |
| 2014      | Sai do Chão                           | Apresentadora    | Episódio: "19 de janeiro"                               | [ 366 ]                 |
| 2014      | Dança dos Famosos                     | Participante     | Temporada 11                                            |                         |
| 2014      | Vai que Cola                          | Anita            | Episódio: "As Poderosas" Episódio: "Ausência de Anitta" |                         |
| 2015      | Tomara que Caia                       | Policial Pereira | Episódio: "19 de julho"                                 |                         |
| 2016–2017 | Música Boa Ao Vivo                    | Apresentadora    |                                                         |                         |
| 2018–2019 | Anitta Entrou no Grupo                | Apresentadora    |                                                         | [ 370 ]                 |
| 2018–2019 | Prêmio Multishow de Música Brasileira | Apresentadora    |                                                         |                         |
| 2018      | The Voice Brasil                      | Técnica          |                                                         | [ 371 ]                 |
| 2018      | La Voz... México                      | Jurada / Mentora |                                                         |                         |
| 2018      | Vai Anitta                            | Ela mesma        | Documentário                                            |                         |
| 2020      | Anitta: Made in Honório               | Ela mesma        | Documentário                                            |                         |
| 2020      | Amor de Mãe                           | Sabrina          | Episódios: "27 de fevereiro–2 de março"                 | [ 372 ] [ 373 ] [ 374 ] |
| 2020–2021 | Anitta Dentro da Casinha              | Apresentadora    |                                                         |                         |
| 2023      | Élite                                 | Jéssica Ferraz   |                                                         | [ 375 ] [ 376 ] [ 377 ] |
| 2024      | Família É Tudo                        | Ela mesma        | Episódio: "17 de agosto"                                |                         |
| 2025      | Big Brother Brasil 25                 | Ela mesma        | Episódio: "15 de janeiro"                               |                         |
| 2025      | Larissa: O Outro Lado de Anitta       | Ela mesma        | Documentário                                            | [ 378 ]                 |

### Cinema
| Ano  | Título                     | Personagem     |
| ---- | -------------------------- | -------------- |
| 2014 | Didi e o Segredo dos Anjos | Soláris        |
| 2014 | Copa de Elite              | Helena Boccato |
| 2015 | Meus 15 Anos: O Filme      | Anitta         |
| 2018 | Minha Vida em Marte        | Anitta         |

### Dublagem
| Ano       | Título             | Personagem        | Notas                           | Ref.    |
| --------- | ------------------ | ----------------- | ------------------------------- | ------- |
| 2015      | Osmar              | Pãonitta (voz)    | Episódio: "Show das Pãoderosas" | [ 379 ] |
| 2018–2022 | Clube da Anittinha | Anittinha (voz)   |                                 |         |
| 2024      | Hitpig             | Letícia dos Anjos |                                 |         |